# Parlement de Trinité-et-Tobago

Logo du Parlement de Trinité-et-Tobago.

Le Parlement de Trinité-et-Tobago (en anglais : Parliament of Trinidad and Tobago) est l'organe législatif bicaméral de la république de Trinité-et-Tobago. Il est composé :
- du président de la République ;
- d'une chambre haute, le Sénat ;
- d'une chambre basse, la Chambre des représentants.